# Francesc Zurita Martínez
Francesc Zurita Martínez (Blanes, 10 de gener de 1992) és un ciclista català, professional des del 2016 i actualment a les files del Team Vorarlberg.

## Palmarès
- 2013
  - 1r a la Clàssica Vela de Triana
  - Vencedor d'una etapa a la Volta a Toledo
- 2014
  - 1r al Trofeu Eusebio Vélez
  - 1r al GP Mungia-Memorial Agustín Sagasti
  - 1r a Alsasua
  - Vencedor d'una etapa a la Volta a Palència
  - Vencedor d'una etapa a la Volta a Cantàbria
- 2015
  - 1r al Trofeu San Antonio Renedo de Pielagos
  - Vencedor d'una etapa a la Volta a Lleó
- 2016
  - 2n a la East Bohemia Tour